# 營盤 (香港)
營盤（英語：Ying Pun），位於香港新界上水西南，北大刀屻北坡下的谷地，鄰近北區與元朗區的分界線，隔粉錦公路與蕉徑相望。當地現今尚有兩條村落，分別爲位於營盤山谷內的營盤村（英語：Ying Pun Tsuen）及其西南方位於粉錦公路西側的營盤上村(英語：Ying Pun Sheung Tsuen)。營盤村北部現今建有一些小型工廠及貨櫃場，而其北面的小山谷則建有歌賦嶺和邁爾豪園兩個低密度高級住宅區。由於北大刀屻與箕勒仔蝴蝶山徑之間有分岔山路通往營盤，該山路近年得到政府修葺並加建欄杆和階梯，路況變得良好，故此吸引不少郊遊和晨運人士使用該山路前往營盤，再轉乘公共交通工具離開。